# آلبرتو گایگو
آلبرتو گایگو (اسپانیایی: Alberto Gallego‎؛ زادهٔ ۲۵ نوامبر ۱۹۹۰ ‏(۳۴ سال)) دوچرخه‌سوار اهل اسپانیا است.
از باشگاه‌هایی که در آن رکاب زده‌است می‌توان به کاخا رورال-سگوروس رخا اشاره کرد.